# Pierławki (Działdowo)
Pierławki (deutsch Pierlawken) ist ein Dorf in der polnischen Woiwodschaft Ermland-Masuren. Es gehört zur Gmina Działdowo (Landgemeinde Soldau) im Powiat Działdowski (Kreis Soldau).

## Geographische Lage
Pierławki liegt im Südwesten der Woiwodschaft Ermland-Masuren, 24 Kilometer südwestlich der früheren Kreisstadt Neidenburg (polnisch Nidzica) bzw. vier Kilometer westlich der heutigen Kreismetropole Działdowo (deutsch Soldau i. Ostpr.).

## Geschichte
Das Dorf Pierlawken wurde erstmals 1397 erwähnt. Durch eine Ziegelei, die 750 Meter westlich des Ortes stand, bekam Pierlawken überregionale Bedeutung. 1874 wurde die Landgemeinde Pierlawken Teil des neu errichteten Amtsbezirks Borchersdorf im ostpreußischen Kreis Neidenburg. Die Zahl der Einwohner des Dorfes belief sich 1910 auf 576.
Pierlawken lag im Soldauer Gebiet und wurde gemäß Versailler Vertrag am 10. Januar 1920 an Polen abgetreten. Mit seinen im Jahre 1931 gezählten 379  Einwohnern kam das nun „Pierławki“ genannte Dorf am 1. August 1934 zur neu gebildeten Landgemeinde Działdowo, bis diese am 26. Oktober 1939 an das Deutsche Reich kam. Pierlawken erhielt wieder seinen deutschen Namen und kehrte am 24. April 1940 zum Kreis Neidenburg zurück.
Doch nach wenigen Jahren wurde 1945 in Kriegsfolge das gesamte südliche Ostpreußen an Polen überstellt. Pierlawken heißt seitdem wieder „Pierławki“ und ist heute mit dem Sitz eines Schulzenamts (polnisch Sołectwo) eine Ortschaft im Verbund der Gmina Działdowo (Landgemeinde Soldau) im Powiat Działdowski (Kreis Soldau), bis 1998 der Woiwodschaft Ciechanów, seither der Woiwodschaft Ermland-Masuren zugehörig.

## Kirche
Vor 1945 war Pierlawken resp. Pierławki in die evangelische Pfarrkirche Soldau in der Kirchenprovinz Ostpreußen der Kirche der Altpreußischen Union bzw. in der Diözese Działdowo der Unierten Evangelischen Kirche in Polen, außerdem in die römisch-katholische St.-Adalbert-Kirche in Soldau eingepfarrt. Heute gehört Pierławki katholischerseits zur Kreuzerhöhungskirche Działdowo im Dekanat Działdowo innerhalb der Region Brodnica (Strasburg) im Bistum Toruń (Thorn), evangelischerseits zur Erlöserkirche Działdowo in der Diözese Masuren der Evangelisch-Augsburgischen Kirche in Polen.

## Verkehr
Pierławki ist über eine Nebenstraße von Burkat (Borchersdorf) aus zu erreichen, auch über eine Landwegverbindung von Działdowo aus. Das Dorf hatte einen Haltepunkt an der Bahnstrecke Działdowo–Chojnice.